# (3157) Novikov
(3157) Novikov est un astéroïde de la ceinture principale.

## Description
(3157) Novikov est un astéroïde de la ceinture principale. Il fut découvert le 25 septembre 1973 à Naoutchnyï par Lioudmila Jouravliova. Il présente une orbite caractérisée par un demi-grand axe de 3,15 UA, une excentricité de 0,14 et une inclinaison de 7,6° par rapport à l'écliptique.

## Compléments